# Laroquebrou
Laroquebrou (okzitanisch: Laròcabrau) ist eine französische Gemeinde mit 791 Einwohnern (Stand: 1. Januar 2022) im Département Cantal in der Region Auvergne-Rhône-Alpes. Sie gehört zum Arrondissement Aurillac und zum Kanton Saint-Paul-des-Landes. Die Einwohner werden Roquais genannt.

## Geografie
Laroquebrou liegt etwa zwanzig Kilometer westnordwestlich von Aurillac. Umgeben wird Laroquebrou von den Nachbargemeinden Saint-Santin-Cantalès im Norden und Nordosten, Nieudan im Osten, Saint-Étienne-Cantalès im Südosten, Saint-Gérons im Süden, Siran im Südwesten und Westen sowie Montvert im Westen und Nordwesten.

## Bevölkerungsentwicklung
| Jahr                       | 1962 | 1968 | 1975 | 1982 | 1990 | 1999 | 2006 | 2019 |
| Einwohner                  | 1237 | 1193 | 1014 | 1023 | 1048 | 1080 | 1001 | 829  |
| Quellen: Cassini und INSEE |      |      |      |      |      |      |      |      |

## Sehenswürdigkeiten
- Kirche Saint-Martin, Monument historique
- Schloss Laroque
- Schloss Messac, Monument historique

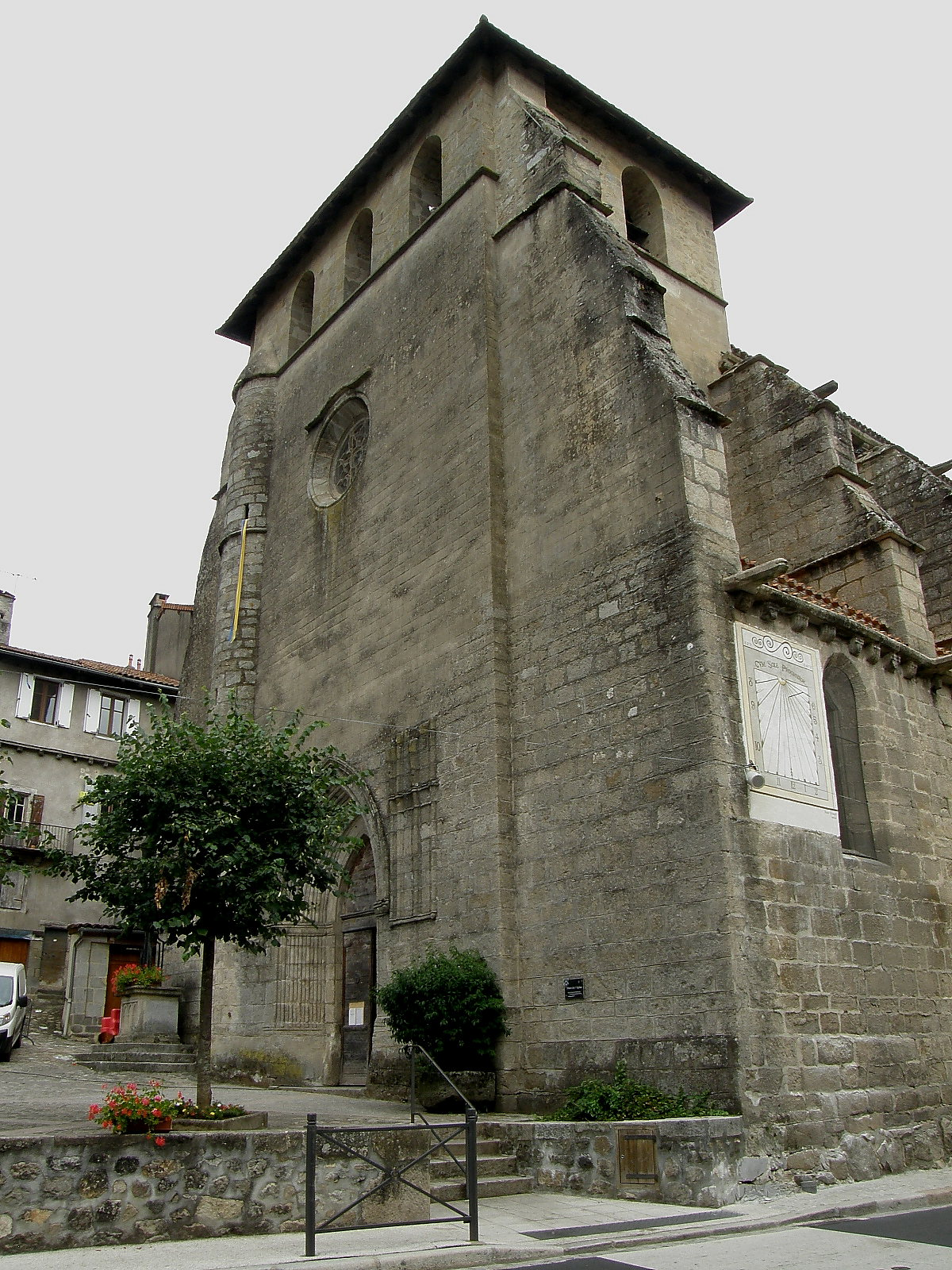
Kirche Saint-Martin
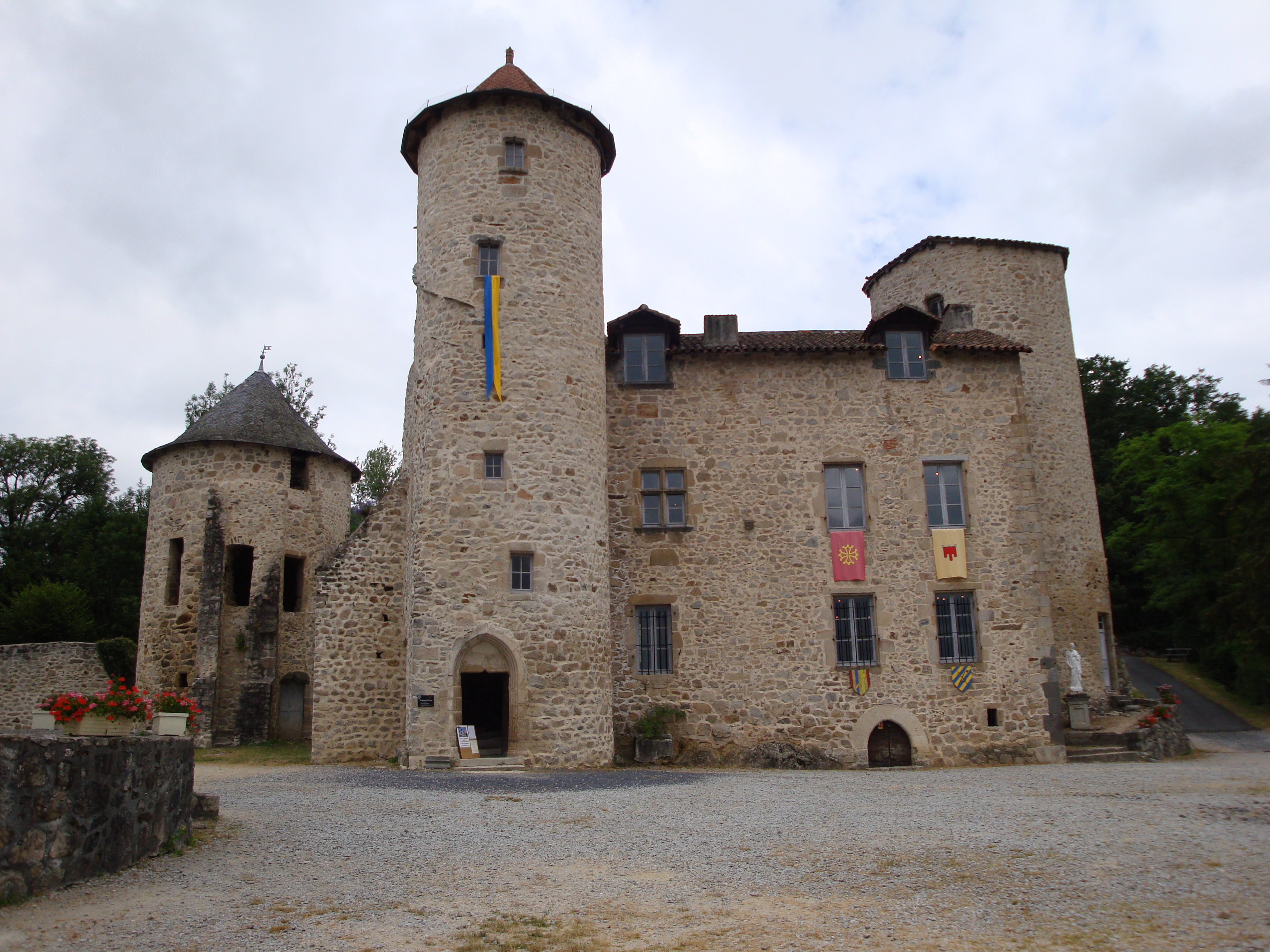
Schloss Laroque
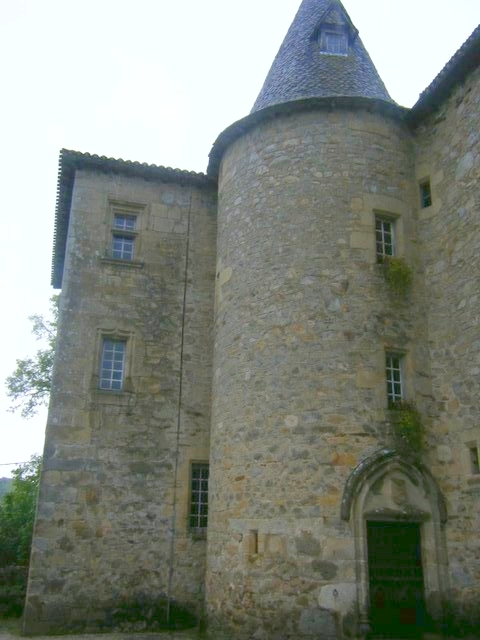
Schloss Messac

## Persönlichkeiten
- Jacques Faizant (1918–2006), Illustrator
- René Cance (1895–1982), Politiker (PCF), Bürgermeister von Le Havre (1956–1959 und 1965–1971)